# Pilot (Хор)
«Пилот» (англ. Pilot) — первый (пилотный) эпизод американского телесериала «Хор», премьера которого состоялась 19 мая 2009 года на телеканале Fox. Режиссёрская версия была показана 2 сентября этого же года. В центре сюжета — школьный хор «Новые горизонты» (англ. New Directions), созданный в вымышленной средней школе Уильяма МакКинли в Лиме, штат Огайо. Эпизод собрал 9.619 млн телезрителей при первом показе по телевидению и 4.2 млн после показа режиссёрской версии.
Режиссёром серии выступил Райан Мёрфи, а сценарий написали сам Мёрфи, Брэд Фэлчак и Иэн Бреннан.

## Сюжет
Преподаватель испанского Уилл Шустер (Мэттью Моррисон) берёт на себя руководство школьным хором. Устроив прослушивание, он находит нескольких весьма талантливых учеников: Рейчел Берри (Лиа Мишель), Мерседес Джонс (Эмбер Райли), Курта Хаммела (Крис Колфер), Тину Коэн-Чанг (Дженна Ашковиц) и Арти Абрамса (Кевин Макхейл). Лидер футбольной команды Финн Хадсон (Кори Монтейт) тоже обладает прекрасным голосом, но боится, что выступления на сцене не добавят ему авторитета среди других спортсменов. Тем временем жена Уилла Терри (Джессалин Гилсиг) сообщает ему, что беременна.